# CACオルビス
株式会社CACオルビスは、大阪市西区に本社を構えているシステムコンサルティング企業である。

## 会社沿革
- 1987年11月 - 東洋ゴム工業株式会社（現・TOYO TIRE株式会社）の出資で株式会社オルビス設立。
- 2003年1月 - 株式会社シーエーシー（現・株式会社CAC Holdings）が東洋ゴム工業株式会社と業務提携。株式会社オルビスに資本参加する。
- 2006年4月 - 株式会社CACオルビスに社名変更。